# 矢崎存美
矢崎 存美（やざき ありみ、女性、1964年12月12日 -）は、日本の小説家。日本推理作家協会員。日本SF作家クラブ会員
1985年、「殺人テレフォンショッピング」で第7回星新一ショートショートコンテスト優秀賞を受賞（受賞作は矢崎麗夜名義）。1989年、『ありのままなら純情ボーイ』でデビュー（当時は矢崎ありみ名義）。代表作は、ぶたのぬいぐるみが主人公の「ぶたぶた」シリーズ。

## 作品リスト

### 小説
- ありのままなら純情ボーイ（1989年8月 MOE文庫）
- 冬になる前の雨（2002年11月 光文社文庫）[注 1]
  - 「ひと時の砂」《素敵な恋をしてみたい/太田出版刊「時の砂」を改題し収録》
  - 「あの子のプレゼント」《ホシ計画/廣済堂文庫刊「プレゼント」を改題し収録》
  - 「叶えてあげたい」《俳優 異形コレクション13/廣済堂文庫刊「願う少女」を改題し収録》
  - 「最後の幸福」《悪夢が嗤う瞬間/ケイブンシャ文庫刊「幸福」を改題し収録》
  - 「冬になる前の雨」《書き下ろし》
- キルリアン・ブルー（2011年2月 角川書店 / 2014年3月 TO文庫）

#### ぶたぶた シリーズ
- ぶたぶた（1998年9月 廣済堂出版 / 2001年4月 徳間デュアル文庫 / 2012年3月 徳間文庫）
- 刑事ぶたぶた（2000年2月 廣済堂出版 / 2001年6月 徳間デュアル文庫 / 2012年11月 徳間文庫）
- ぶたぶたの休日（2001年5月 徳間デュアル文庫 / 2013年2月 徳間文庫）
- クリスマスのぶたぶた（2001年12月 徳間書店 / 2006年12月 徳間デュアル文庫 / 2013年12月 徳間文庫）
- ぶたぶた日記（ダイアリー）（2004年8月 光文社文庫）
- ぶたぶたの食卓（2005年7月 光文社文庫）
- ぶたぶたのいる場所（2006年7月 光文社文庫）
- 夏の日のぶたぶた（2006年8月 徳間デュアル文庫 / 2013年6月 徳間文庫）
- ぶたぶたと秘密のアップルパイ（2007年12月 光文社文庫）
- 訪問者ぶたぶた（2008年12月 光文社文庫）
- 再びのぶたぶた（2009年12月 光文社文庫）
- キッチンぶたぶた（2010年12月 光文社文庫）
- ぶたぶたさん（2011年8月 光文社文庫）
- ぶたぶたは見た（2011年12月 光文社文庫）
- ぶたぶたカフェ（2012年7月 光文社文庫）
- ぶたぶた図書館（2012年12月 光文社文庫）
- ぶたぶた洋菓子店（2013年7月 光文社文庫）
- ぶたぶたのお医者さん（2014年1月 光文社文庫）
- ぶたぶたの本屋さん（2014年7月 光文社文庫）
- ぶたぶたのおかわり！（2014年12月 光文社文庫）
- 学校のぶたぶた（2015年7月 光文社文庫）
- ぶたぶたの甘いもの（2015年12月 光文社文庫）
- ドクターぶたぶた（2016年7月 光文社文庫）
- ぶたぶたの花束（2016年10月 徳間文庫）
- 居酒屋ぶたぶた（2016年12月 光文社文庫）
- 海の家のぶたぶた（2017年7月 光文社文庫）
- ぶたぶたラジオ（2017年12月 光文社文庫）
- 森のシェフぶたぶた（2018年7月 光文社文庫）
- 編集者ぶたぶた（2018年12月 光文社文庫）
- ぶたぶたのティータイム（2019年7月 光文社文庫）
- ぶたぶたのシェアハウス（2020年1月 光文社文庫）
- 名探偵ぶたぶた（2021年1月 光文社文庫）
- ランチタイムのぶたぶた（2021年6月 光文社文庫）

#### Dear my ghost シリーズ
- 幽霊は行方不明 Dear my ghost（2001年11月 角川文庫）
- 幽霊は身元不明 Dear my ghost 2（2002年4月 角川文庫）
- 幽霊は生死不明 Dear my ghost 3（2002年11月 角川文庫）

#### 神様が用意してくれた場所 シリーズ
- 神様が用意してくれた場所（2006年8月 GA文庫）
- 明日をほんの少し 神様が用意してくれた場所2（2007年9月 GA文庫）
- いつかの少年 神様が用意してくれた場所3（2008年6月 GA文庫）

#### 食堂つばめ シリーズ
- 食堂つばめ（2013年5月 ハルキ文庫）
- 食堂つばめ2 明日へのピクニック（2013年11月 ハルキ文庫）
- 食堂つばめ3 駄菓子屋の味（2014年5月 ハルキ文庫）
- 食堂つばめ4 冷めない味噌汁（2014年11月 ハルキ文庫）
- 食堂つばめ5 食べ放題の街（2015年5月 ハルキ文庫）
- 食堂つばめ6 忘れていた味（2015年11月 ハルキ文庫）
- 食堂つばめ7 記憶の水（2016年6月 ハルキ文庫）
- 食堂つばめ8 思い出のたまご（2016年11月 ハルキ文庫）

#### NNN（ねこねこネットワーク）シリーズ
- NNN（ねこねこネットワーク）からの使者 猫だけが知っている（2017年10月 ハルキ文庫）
- NNN（ねこねこネットワーク）からの使者 あなたの猫はどこから?(2018年4月 ハルキ文庫)
- NNN（ねこねこネットワーク）からの使者 毛皮を着替えて（2018年10月 ハルキ文庫)
- NNN（ねこねこネットワーク）からの使者 猫は後悔しない（2019年10月 ハルキ文庫)

#### 繕い屋 シリーズ
- 繕い屋 月のチーズとお菓子の家（2017年12月 講談社タイガ）
- 繕い屋 金のうさぎと七色チョコレート（2019年12月 講談社タイガ）

### アンソロジー
「」内が矢崎存美の作品
- 悪夢が嗤う瞬間（とき）（1997年11月 ケイブンシャ文庫）「幸福」「夜の味」[注 2]「誕生」[注 2]
- ラヴ・フリーク 異形コレクション1（1998年1月 廣済堂文庫）「人殺しでもかまわない」[注 2]
- 変身 異形コレクション3（1998年3月 廣済堂文庫）「生きている鏡」[注 2]
- チャイルド 異形コレクション7（1998年11月 廣済堂文庫）「グリーンベルト」[注 2]
- ホシ計画（1999年1月 廣済堂文庫）「プレゼント」「僕のお父さん」[注 2]
- 俳優 異形コレクション13（1999年11月 廣済堂文庫）「願う少女」
- SFバカ本 黄金スパム篇（2000年11月 メディアファクトリー）「はなのゆくえ」
- 雪女のキス 異形コレクション・綺賓館2（2000年12月　カッパ・ノベルス）「冷蔵庫の中で」[注 2]
- 恐怖のka・ta・chi（2001年3月 双葉文庫）「笑面」
- SFバカ本 人類復活篇（2001年8月 メディアファクトリー）「片頭痛の恋」
- キネマ・キネマ 異形コレクション23（2002年9月 光文社文庫）「あたしの家」
- 夏のグランドホテル 異形コレクション26（2003年6月 光文社文庫）「柔らかな奇跡」
- 笑壺 SFバカ本ナンセンス集（2006年7月 小学館文庫）「はなのゆくえ」
- 笑止 SFバカ本シュール集（2007年6月 小学館文庫）「片頭痛の恋」
- ひとにぎりの異形 異形コレクション39（2007年12月 光文社文庫）「ウミガメの夢」
- 喜劇綺劇 異形コレクション44（2009年12月 光文社文庫）「矢崎麗夜の夢日記」
- 物語のルミナリエ 異形コレクション48（2011年12月　光文社文庫）「その橋の袂で」
- 人工知能の見る夢は:AIショートショート集（2017年5月 文春文庫)「僕は初めて夢を見た」
- 惑-まどう-（2017年7月 新潮社）「最後の望み」
- 推理作家謎友録 日本推理作家協会70周年記念エッセイ（2017年8月 角川文庫）《エッセイ》
- 怪を編む ショートショート・アンソロジー（2018年4月 光文社文庫）「今朝早く、私の左目は旅立った。」
- ショートショートドロップス（2019年2月 キノブックス）「初恋」
- アンソロジー 嘘と約束（2019年4月 光文社）「青は赤、金は緑」[注 3]
- あなたに謎と幸福を ハートフル・ミステリー傑作選（2019年7月 PHP文芸文庫）「次の日」[注 4]
- アンソロジー 初恋（2019年12月 実業之日本社文庫）「最初で最後の初恋」

### 児童用書籍
- Little Selection23 あなたのための小さな物語 訪問者（2003年4月 ポプラ社）「殺られ屋」（絵：安武わたる 底本：「ぶたぶた2/宙出版」）
- ポプラブックス 剣の巻 6（2008年4月 ポプラ社）「殺られ屋」（絵：安武わたる 底本：「ぶたぶた2/宙出版」）
- 小学生のためのアンソロジー きっずセレクションpart3（2008年7月 ネクスト リブロプラザ）「クリスマスのぶたぶた/徳間文庫刊」（一部抜粋）

### 雑誌
- 月刊ログアウト（1993年10月号 アスペクト）「見えない街へ/矢崎麗夜名義」《架空幻想都市 上/ログアウト冒険文庫刊に収録》
- メフィスト小説現代増刊（1997年9月号 講談社）「初恋/矢崎麗夜名義」《加筆・修正後、ぶたぶた/廣済堂出版刊に収録》
- 週刊女性自身（2000年9月5日号、9月12日号 光文社）「冷蔵庫の中で」《雪女のキス 異形コレクション綺賓館2/カッパ・ノベルス刊に収録》
- ザ・スニーカー（2005年10月号　角川書店）「交渉人ぶたぶた」《〈死ぬにはきっと、うってつけの日〉に改題後、ぶたぶたさん/光文社文庫刊に収録》
- SFJapan　2006autumn（2006年10月 徳間書店）「BLUE ROSE」《ぶたぶたの花束/徳間文庫刊に収録》
- ランティエ（2014年１月号 角川春樹事務所）『特集：矢崎存美の世界』
- 読楽（2014年5月号 徳間書店）「ボディガード」《ぶたぶたの花束/徳間文庫刊に収録》
- 読楽（2015年2月号 徳間書店）「ロージー」《ぶたぶたの花束/徳間文庫刊に収録》
- 月刊ジェイ・ノベル（2015年8月号 実業之日本社）「悪魔の食べ物」《エッセイ》
- 読楽（2015年11月号 徳間書店）「いばら屋敷」《ぶたぶたの花束/徳間文庫刊に収録》
- 読楽（2016年4月号 徳間書店）「チョコレートの花束」《ぶたぶたの花束/徳間文庫刊に収録》
- ランティエ（2017年12月号 角川春樹事務所）「NNN（ねこねこネットワーク）の陰謀」《エッセイ》
- 小説宝石（2019年5月号 光文社）「優雅で不穏な「嘘と約束」」《エッセイ》
- 波（2019年5月号 新潮社）「橋を、架ける――新井素子の四十年」《書評》

### 学会誌
- 人工知能 vol,29（2014年3月 人工知能学会）「僕は初めて夢を見た」《人工知能の見る夢は:AIショートショート集/文春文庫刊に収録》

### 同人誌
- せる 6号（1987年10月）「金のフルート」[注 2]
- せる 9号（1988年7月）「白い道の光」[注 2]
- せる 10号（1988年10月）「毒」[注 2]
- せる 11号（1989年1月）「橋の上で」[注 2]
- せる 終刊号（2009年6月）「山崎さん1　本日の執事」[注 5]

### オーディオブック
- 神様が用意してくれた場所（2000年 ことのは出版 朗読：福圓美里）

### 漫画化
- ぶたぶた（2001年11月 - 2002年1月 宙出版〈エメラルドコミックス〉 全2巻 絵：安武わたる）
- 刑事ぶたぶた（2002年11月 - 2003年1月 宙出版〈エメラルドコミックス〉 全2巻 絵：安武わたる）
- クリスマスのぶたぶた（2003年11月 宙出版〈エメラルドコミックス〉 絵：安武わたる）
- ぶたぶたの休日（2004年1月 - 6月 宙出版〈エメラルドコミックス〉 全2巻 絵：安武わたる）
- サスペリアミステリー（秋田書店）
  - 2010年11月号 別冊ふろく 刑事ぶたぶた&The Other（2010年9月）
    - 刑事ぶたぶた：「不死身の男」「帰りたがる犬」「完璧な囮」
    - ぶたぶた：「しらふの客」「追う者、追われる者」
    - ぶたぶたの休日：遠藤義則の場合/渡辺仁美の場合/美浜百合の場合[注 6]

  - 2011年6月号 （2011年4月）
    - 訪問者ぶたぶた：「神様が来た!」

  - 2012年4月号 （2012年2月）
    - 刑事ぶたぶた：「次の日」

  - 2012年10月号 別冊ふろく 安武わたる ミステリーセレクション　（2012年8月）
    - ぶたぶたは見た
- 幸せな結婚 2013年8月号（2013年7月 宙出版）「初恋」（絵：安武わたる）《底本：ぶたぶた/宙出版》
- 幸せな結婚 2013年12月号（2013年11月 宙出版）「クリスマスのぶたぶた」（絵：安武わたる）《底本：クリスマスのぶたぶた/宙出版》
- まんが このミステリーが面白い！極上謎解きSP（2016年10月 ぶんか社）「毒」〈絵：瀧川イブ）《原案：冬になる前の雨/光文社文庫刊》
- コミックぶたぶた(2016年11月 宙出版〈ミッシィコミックス〉 絵：安武わたる)
- コミック刑事ぶたぶた(2016年11月 宙出版〈ミッシィコミックス〉 絵：安武わたる)

### 矢崎麗夜名義の作品
- ショートショートの広場 2（1989年2月 講談社文庫）「殺人テレフォンショッピング」《アンソロジー》
- 雨を呼ぶ少女（1990年11月 講談社X文庫）
- あなただけこんばんは（1991年4月 講談社X文庫）
- 西武池袋線ラブストーリー（1991年6月 講談社X文庫）
- 愛だけじゃたいくつ（1992年1月 大和書房）《エッセイ》
- 素敵な恋をしてみたい（1992年3月 太田出版）《TBSテレビ「素敵な恋をしてみたい」のサブテキスト》
- パソ婚ネットワーク（1994年2月 太田出版）《ノンフィクション》
- 架空幻想都市　上（1994年3月 ログアウト冒険文庫）「見えない街へ」《アンソロジー》

## 作品外
- 夢魔たちの宝箱:井上雅彦の異形対談/井上雅彦監修（2001年12月 メディアファクトリー）《斎藤肇、江坂遊、井上雅彦、矢崎存美による対談》
- パズルゲーム☆はいすくーる第8巻/野間美由紀 箸（2003年6月 白泉社文庫 silkyシリーズ）《解説を寄稿》
- ランチタイムは死神（アンクー）と/柴田よしき著（2014年1月 徳間文庫）《解説を寄稿》
- 東京物語散歩100 あの本の主人公と歩く/堀越正光著（2018年9月 ぺりかん社）《朝日新聞 東京版 掲載のコラムの書籍化・ぶたぶた/廣済堂出版》

## メディア・ミックス

### ラジオドラマ
- ぶたぶた（NHK-FM FMシアター 2009年6月6日 22:00-22:50）[5]
- キッチンぶたぶた（文化放送 青山二丁目劇場 2015年4月6日、13日、20日、27日 20:30-21:00）[6]

### イベント・サイン会
- 星新一没後10年「ホシヅルパーティー2007」 [7][8]（2007年12月1日 三省堂書店 神保町本店 4階）[9]
- 星新一展 座談会[10][11]（2010年6月18日 世田谷文学館）[12]
- 「あなたもＳＦ作家になれるかもしれない．．．．．．ま、ちょっと覚悟はしておけ」[13]（2014年11月30日 お台場 TOKYO CULTURE CULTURE）
- アミの会（仮）+大沢在昌、今野敏、法月綸太郎「スペシャルトーク＆サイン会」[14]（2017年7月27日　la kagu２ＦレクチャースペースＳＯＫＯ）
＊新潮社刊「迷-まよう-」「惑-まどう-」刊行記念イベント
- ちよだ猫まつり2018[15]（2018年2月17日、18日 千代田区役所1階・4階）[16][17]
＊ニャンダフルマーケット「針と糸」ブースにて書籍の手売り・サイン会[18]
- 『編集者ぶたぶた』刊行記念 「みーんな、山崎ぶたぶたが好き！」[19][20]（2018年12月11日 ジュンク堂書店池袋本店）[21]
＊トークセッション＆サイン会 《ゲスト:安武わたる（漫画家）》[19]
- 『ぶたぶたのティータイム』刊行記念　「笑いと涙と不思議、山崎ぶたぶたの世界！」[22]（2019年8月10日 ジュンク堂書店池袋本店>[23]
＊矢崎存美×井上雅彦トークイベント[24]

### イベント（本人が出席していないもの）
- Voice Collection 2008～約束～（2008年5月30日 南青山MANDALA）[25][26]
＊「殺人テレフォンショッピング」（星新一編 ショートショートの広場2に収録）を朗読。（ナレーター/市岡那小実）《朗読イベント》

### 書評掲載
- ぶたぶた/廣済堂出版（日本経済新聞 1998年9月27日）
- ぶたぶた/廣済堂出版（読み出したら止まらない！女子ミステリーマストリード100/大矢博子著 日経文芸文庫刊 2015年8月）
- 居酒屋ぶたぶた/光文社文庫（讀賣新聞 2017年1月8日）

### コラム掲載
- ぶたぶた/廣済堂出版（朝日新聞 2011年11月23日 東京物語散歩 No203）
- ぶたぶたのおかわり/光文社文庫（小学館 きらら 2015年2月号 書店員さんが選ぶ今月必読のきららコラム）

### その他
- ぶたぶた日記（ダイアリー）/光文社文庫
＊「乃木坂文庫 2019 夏 青春＆ミステリー」フェアの文庫として選出。（スペシャルカバー表紙：北野日奈子）[27][28]